# Saturn AL-31
Les moteurs Saturn AL-31 constituent une famille de turboréacteurs militaires à double flux. Ils ont été développés par Lyulka (devenue NPO Saturn), entreprise soviétique devenue russe. Il était originellement destiné à la propulsion des chasseurs de supériorité aérienne Soukhoï Su-27 Flanker. Il développe une poussée de 123 kN avec la postcombustion pour la variante AL-31F, 137 kN pour le AL-31FM (AL-35F) et 142 kN pour le AL-37FU. En 2010, il propulse toutes les versions du Flanker et le chasseur multirôle Chengdu J-10 développé en Chine.

## Variantes
Les versions AL-31FP et AL-37FU sont dotées d'une poussée vectorielle. La première est montée sur les versions export des Flanker, Soukhoï Su-30MKI pour l'Inde et Soukhoï Su-30MKM pour la Malaisie.
La version AL-37FU possède un déflecteur pouvant aller jusqu'à ±15° à la vitesse de 30°/s. Le déflecteur est principalement utilisé dans le contrôle du tangage (lors du décollage et en combat tournoyant).
Il a la réputation de fortement perturber le flux d'air. Sur le Flanker qui est un biréacteur, les moteurs droit et gauche sont interchangeables.
La durée moyenne entre deux grandes révisions (MTBO: Mean Time Between Overhaul) du AL-31F est donnée pour 1 000 heures, tandis que sa durée de vie est de 3 000 heures. En 2019, la dernière version du AL-31FP est donnée pour 2 000 heures entre deux grandes révisions.
Certains rapports suggèrent que la Russie a proposé à l'Iran de remotoriser les F-14 Tomcat avec le AL-31F à la fin des années 1990. Il faut, pour la force aérienne indienne, huit heures pour remplacer un réacteur (contre une demi-heure pour le Snecma M88 d'un Dassault Rafale).

### 117S
Le 117S (AL-41F1A) est une évolution majeure basée sur le AL-41F en vue de propulser le Soukhoï Su-35BM. Il développe 142 kN de poussée avec postcombustion et 86,3 kN à sec.
Il est doté d'un compresseur de diamètre 3 % plus grand (932 mm contre 905 mm), de turbines haute et basse pression améliorées, d'un système de contrôle numérique complètement nouveau, et de la possibilité d'inclure des déflecteurs de poussée vectorielle comme sur le AL-31FP. Ce moteur est donné pour une durée de vie de 4 000 heures, avec une durée moyenne de 1 000 heures entre deux grandes révisions (MTBO). Le premier vol de ce moteur a été conduit sur un Su-35BM le 20 février 2008.

## Spécifications (AL-31F)
Caractéristiques générales :

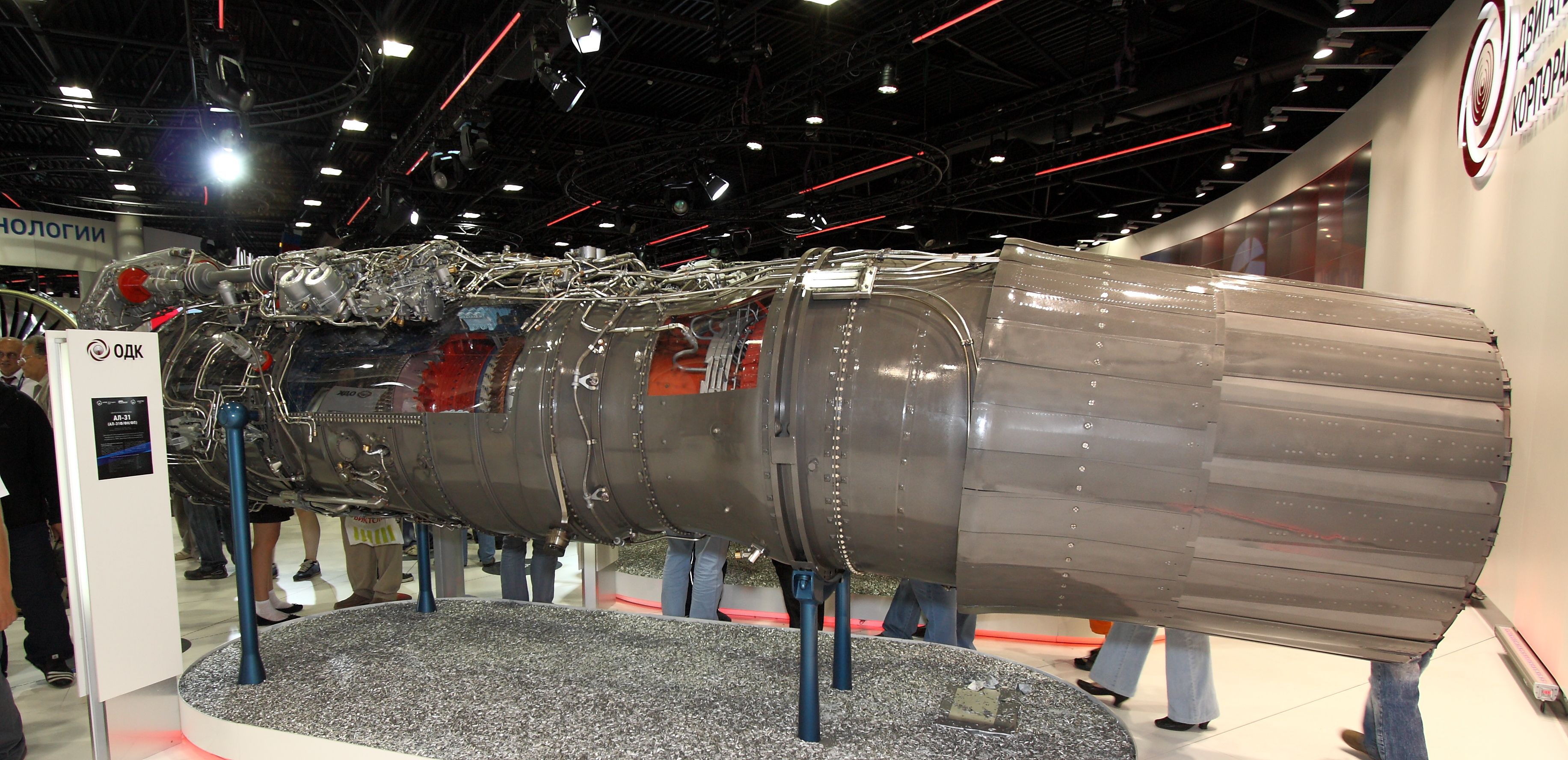
Un AL-31 en exposition en 2011.

- Type : Turboréacteur avec postcombustion
- Longueur : 4 990 mm
- Diamètre : intérieur 905 mm ; extérieur maxi 1 280 mm
- Masse : 1 570 kg
- Composants :
  - Compresseur : 4 étages BP et 9 étages HP
  - Taux de dilution : 0.59:1
  - Turbine : 1 étage HP, 1 étage BP

Performances :
- Poussée maximale :
  - 74,5 kN (16 754 lbf) à sec
  - 122,6 kN (27 557 lbf) avec postcombustion
- Ratio de compression : 23:1
- Température d'entrée de turbine : 1 412 °C (1685 K (1 412,2 °C))
- Consommation spécifique :
  - 0,67 kg/(kgf·h) à sec en croisière
  - 1,92 kg/(kgf·h) avec post combustion
- Ratio masse/ puissance : 8 (standard russe), 7 (standard français)
- Durée de vie : 4 000 heures